# Compsognathus
Compsognathus (”Elegant käke”), släkte med små köttätande dinosaurier från centrala Europa. Den är känd från fossil hittade i Tyskland och Frankrike, och tros ha levt under Yngre Juraperioden för omkring 150 - 145 milj. år sedan. Compsognathus har på grund av sin ringa storlek blivit känd i flera böcker som en av de minsta dinosaurierna. Man har dock funnit flera dinosaurier som var ännu mindre, men Compsognathus är fortfarande känd som en "pyssling" bland dinosaurierna.

## Fossil

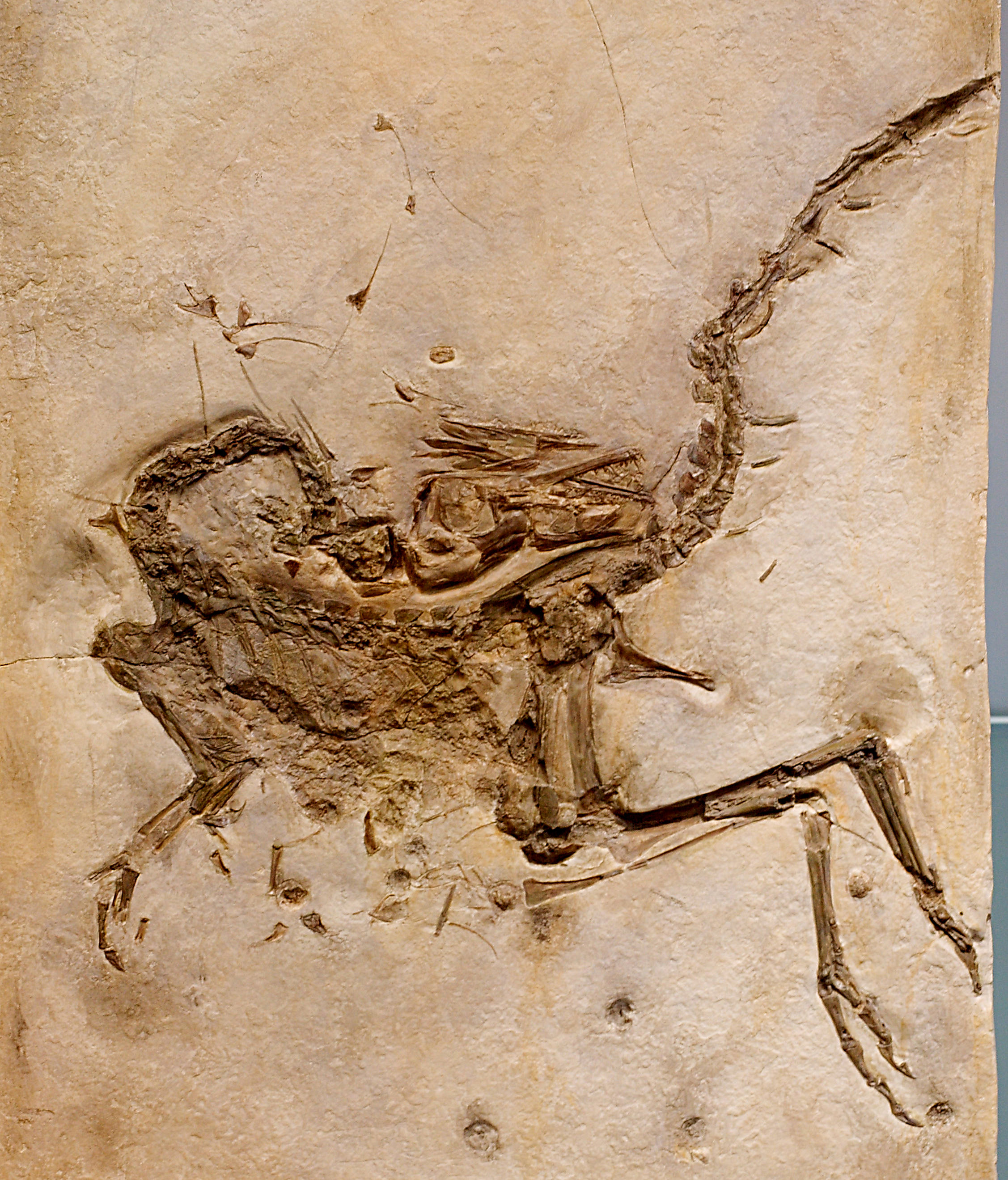
Fossil av Compsognathus.

Det första fossilet av Compsognathus (BSP AS I 536) hittades av Dr. Obendorfer i närheten av Kelheim i Tyskland, 1859. Det beskrevs av Johann Andreas Wagner, som namngav det Compsognathus longipes. Då fossilet efter Compsognathus studerades av Thomas Huxley, såg han många likheter med fossilen efter den utdöda fågeln Archaeopteryx. Detta ledde honom till att 1886, som förste man presentera sin teori att fåglar härstammade från små köttätande dinosaurier. Denna åsikt delades av några, men blev inte den ledande teorin förrän långt senare, under 1960-talet, då John Ostrom återupptog Huxleys teorier. Ett fossil av Archaeopteryx har tidigare också blivit misstaget för Compsognathus. Compsognathus anses dock inte vara förfader till Archaeopteryx, eftersom de tros ha levt samtidigt. Holotypfossilet finns idag på ett museum i Oslo, Norge.
Det andra fossilet av Compsognathus (MNHM CNJ 79) hittades i Frankrike, 1972. Det är välbevarat, och saknar endast delar av svansen och delar av frambenen. Det är ungefär 50 % större än holotypexemplaret. Det beskrevs först som en ny art inom släktet, och fick namnet C. corallestris. Numera betraktas den dock som en synonym till C. longipes, och holotypen hävdas vara ett juvenilt exemplar. 1881 noterade Marsh att holotypexemplaret hade någonting i magregionen, som han föreslog var ett embryo. Andra ansåg att det var för stort för att vara ett embryo, och att det snarare var delar av ett mindre kräldjur som Compsognathus ätit innan den dog. Fyndet från Compsognathus mage blev senare namngivet som Bavarisaurus.

### Ägg
1993 avlade Griffiths en rapport med antydningar att fossilet BSP AS I 536 hade möjliga ägg bevarade i sig. Detta har dock ifrågasatts av andra forskare. Man har hittat ett fossil av Compsognathus släkting Sinosauropteryx, som också har beskrivits ha bevarade ägg. Dessa är mycket större än de som Griffiths påstod vara ägg hos Compsognathus, och man har därför ifrågasatt hans rapport.

## Beskrivning

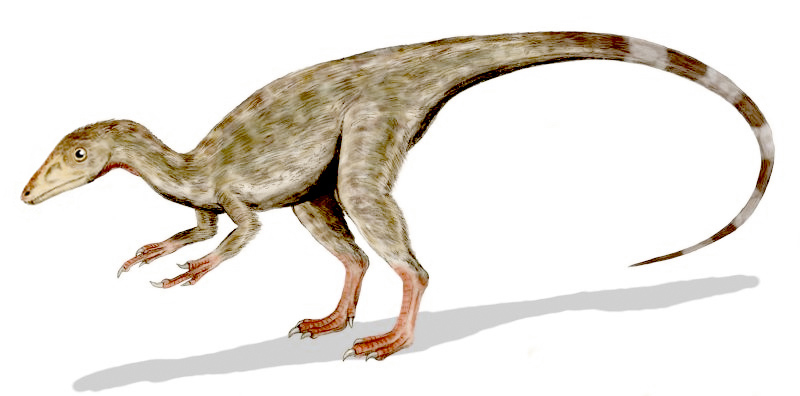
Illustration av Compsognathus.

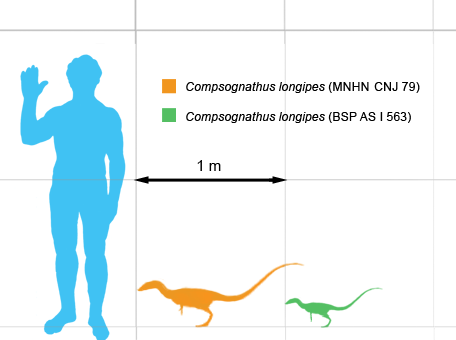
Storleken hos Compsognathus i jämförelse med en människa.

Compsognathus mätte cirka 1,4 meter lång från nos till svans, som utgjrde det mesta av kroppslängden. Det var en typisk coelurosaurie som gick på bakbenen, och balanserade kroppen med sin svans. Bakbenen hade längre skenben (tibia) än lårben (femur), vilket är typiskt för snabba djur. Enligt några forskare var Compsognathus ett av de snabbaste tvåbenta djuren som någonsin funnits, med en beräknad topphastighet på 64 km/tim. Frambenen var korta, och händerna bar fingrar med klor. De båda fossilen man hittat av Compsognathus har något dåligt bevarade händer, och det har varit delade meningar huruvida dess händer hade 2 eller 3 fingrar. Numera anser dock forskare att Compsognathus troligtvis hade 3-fingrade händer, vilket stöds av att andra släkten inom familj Compsognathidae hade 3-fingrade händer. Compsognathus skalle hade långsmal nos och stora ögonhålor, vilket tyder på att den kan ha haft stora ögon. Käften var fylld med små vassa tänder. Många forskare anser det troligt att Compsognathus hade kroppen täckt av någon form med enkla fjädrar. Detta baseras på den idag ledande teorin att fåglar skulle dela ett gemensamt ursprung med coelurosaurierna, och att fossil efter nära släktingar till Compsognathus beskrivits ha haft fjädrar bevarade. Vad gäller Compsognathus själv, finns inga bevis för fjädrar, och inte heller bevis för att den inte haft det.

## Framträdanden i populärkulturen
Compsognathus har skildrats i flera dinosaurieböcker, framställd som ett exempel på hur små dinosaurier kunde vara. Compsognathus har också framställts i en egen bok för barn. Den har också haft en roll i filmversionen av The Lost World: Jurassic Park, och i filmuppföljaren Jurassic Park III. Där framställs de som små ettriga, flocklevande rovdjur, kapabla att döda människor. I verkligheten finns det inga belägg för att Compsognathus betedde sig på detta sätt.